# Zucker und Zimt
Zucker und Zimt ist ein deutscher Stummfilm in zwei Akten von Ernst Lubitsch und Ernst Mátray aus dem Jahr 1915. Von dieser Produktion ist keine Kopie erhalten.

## Inhalt
Eine findige Vermieterin vermietet dasselbe Zimmer an zwei Männer: den kaufmännischen Angestellten Zimt, der tagsüber auf Arbeit ist, und den Dirigenten eines Caféhausorchesters Zucker, der die ganze Nacht arbeiten muss. Nach allerlei Turbulenzen kommt der Trick ans Licht und die beiden erbitterten Feinde Zucker und Zimt werden schließlich gute Freunde.

## Produktion
Lubitsch hatte 1915 mit Fräulein Seifenschaum seine erste Regiearbeit in die Kinos gebracht. Er war in anderen Filmen bereits seit 1913 in kleineren Rollen zumeist als Lehrjunge aufgetreten, doch blieben weitere Filmangebote aus. So gründete er Ende 1914 bzw. Anfang 1915 mit Ernst Mátray, einem Kollegen aus dem Max Reinhardt Seminar, die eigene Produktionsfirma Malu-Film. Im Jahr 1915 entstanden zwei Filme der Malu: Aufs Eis geführt und Zucker und Zimt, die Lubitsch und Mátray gemeinsam schrieben, spielten, drehten und produzierten. Nach Aufs Eis geführt am 21. Mai 1915 erlebte Zucker und Zimt am 28. Mai 1915 im Marmorhaus Berlin seine Uraufführung. Bereits im April 1915 war Zucker und Zimt von der Zensur abgenommen worden. Nach zwei Filmen war die Malu-Film bankrott.